# إنديانابوليس 500 سنة 1937
سباق إنديانا بوليس -500 ميل 1937 أقيم في حلبة إنديانابوليس موتور سبيدواي في 31 مايو 1937 وفاز في السباق ويلبر شو من فريق ويلبر شو-جيلمور بمتوسط سرعة 113.580 ميل/س (182.789 كم/س).
وكان أول المنطلقين بيل كامينغز بسرعة 123.343 ميل/س (198.501 كم/س).